# ミコラ・フェドロヴィチ・ガマリーヤ

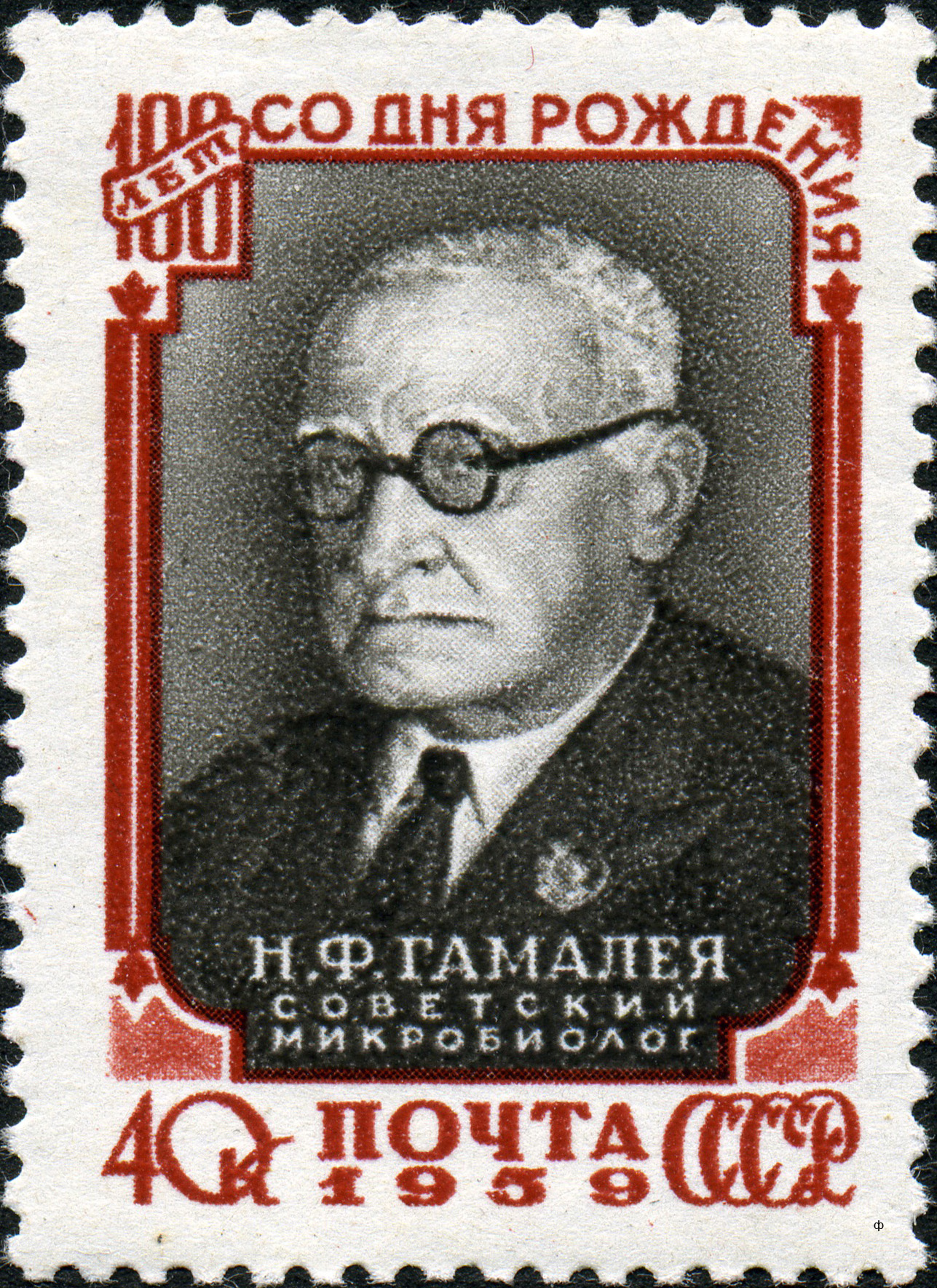
ミコラ・フェドロヴィチ・ガマリーヤ

ミコラ・フェドロヴィチ・ガマリーヤ（宇: Мико́ла Фе́дорович Гамалі́я、1859年2月5日 - 1949年3月29日）は、微生物学とワクチン研究において先駆的な役割を果たしたロシア帝国およびソビエト連邦の医師および科学者である。

## 生涯
ミコラ・フェドロヴィチ・ガマリーヤは、当時ロシア帝国の一部だったオデーサで、ボロジノの戦いに参加した退役将校の家族に生まれた。彼は1880年にオデッサのノヴォロシースキー大学（現在のオデーサ大学）を卒業し、1883年にサンクトペテルブルク陸軍医学校（現在のS.M.キーロフ記念陸軍医学校）を卒業した。その後、彼は故郷のオデーサで病院の医師になった。
1886年にフランスのルイ・パスツールの研究室で働いた。帰国後はパスツールのモデルに従い、イリヤ・メチニコフとともに、狂犬病ワクチンの研究や牛疫、コレラとの闘い、喀痰の結核の診断、感染症の準備のためのオデーサ細菌研究所の組織化に取り組んだ。その後、炭疽菌ワクチンの開発にも取り組み、オデーサ細菌研究所はロシア帝国初の細菌観察基地となった。
施設が貧弱でスタッフも少ないにもかかわらず、科学者たちは狂犬病ワクチンが最も効果的である条件を解明することに成功した。ガマレヤの提案による抗コレラワクチンの桿菌使用は、後に広範な応用にも成功した。同様の研究施設はすぐにキーウ（1886年）、エカテリノスラフ（1897年）、チェルニゴフ（1897年）にも設立された。
コレラの病因に関する1892年の論文を擁護した後、1896年から1908年までオデッサ細菌研究所の所長を務めた。1898年には、伝染性「発酵」による炭疽菌の溶菌を報告し、これによって彼はバクテリオリシンとして知られる細菌を破壊する抗体の発見者として名を馳せた。
オデッサとロシア南部でペストと戦うためにネズミを駆除する公衆衛生キャンペーンを開始し、チフスの媒介者としてシラミを指摘した。1910年から1913年にかけて、ガマレヤは雑誌『Гигиена и санитария（衛生と衛生）』を編集した。
その後の仕事には、赤軍への天然痘ワクチンの供給と配布の組織化が含まれ、これはソ連における最終的な天然痘根絶に向けて前進を遂げる一助となった。
微生物学者、疫学者、感染症学者の全連合協会の会長も務め、300冊を超える学術出版物の著者だった。また、ソ連科学アカデミーおよびソ連医学アカデミーの会員でもあった 。
彼の高い評価には、2つのレーニン勲章、労働赤旗勲章、および1943年のスターリン国家賞が含まれる。
ミコラ・フェドロヴィチ・ガマリーヤはモスクワで亡くなり、モスクワにある名誉会員N・F・ガマレヤ記念国立疫学・微生物学研究センターは、彼の名前にちなんで命名された 。

## 脚註